# Animación experimental
Se considera como animación experimental a toda expresión libre de un "concepto" o idea, a través de técnicas de animación que transmitan de forma no convencional o de metodologías no establecidas implicando algún tipo de innovación posiblemente narrativa como técnica. 
No existen reglas en este tipo de animación y el artista tiene la libertad en los métodos. Algunos tipos de animación experimental son: dibujo sobre una película, animación con arena, animación de pintura en vidrio y animación pinscreen.